# Longfellow serenade
Longfellow serenade is een single van Neil Diamond. Het is afkomstig van zijn album Serenade. Diamond wilde aan zijn geliefde een serenade van Henry Wadsworth Longfellow brengen. Het nummer werd in allerlei genres ingedeeld, wat voornamelijk geldt voor de Amerikaanse singlemarkt met allerlei hitparades. Het leverde Diamond wel eerste plaatsen op in diverse hitlijsten. In Nederland was het een van de negentien singles van Diamond die de hitparade (Single Top 100) haalden.
De B-kant was Rosemary's wine van hetzelfde album.

## Musici
- Neil Diamond – zang, akoestische gitaar
- Alan Lindgren, David Paich – toetsinstrumenten (Paich zou later opduiken in Toto)
- Richard Bennett – gitaar
- Emory Gordy – basgitaar
- Dennis St. John: slagwerk
- Sidney Sharpe Orchestra

## Lijsten
Het plaatje haalde tweemaal een vijfde plaats in de Billboard Hot 100, maar ook in de Europese hitlijsten scoorde het goed. Engeland bleef daarbij achter, de single verkocht maar matig en kreeg geen notering, terwijl de langspeelplaat wel in de lijst voorkwam.

### Nederlandse Top 40
| Hitnotering: week 43/1974 t/m week 51/1974 | Hitnotering: week 43/1974 t/m week 51/1974 | Hitnotering: week 43/1974 t/m week 51/1974 | Hitnotering: week 43/1974 t/m week 51/1974 | Hitnotering: week 43/1974 t/m week 51/1974 | Hitnotering: week 43/1974 t/m week 51/1974 | Hitnotering: week 43/1974 t/m week 51/1974 | Hitnotering: week 43/1974 t/m week 51/1974 | Hitnotering: week 43/1974 t/m week 51/1974 | Hitnotering: week 43/1974 t/m week 51/1974 | Hitnotering: week 43/1974 t/m week 51/1974 |
| Week:                                      | 1                                          | 2                                          | 3                                          | 4                                          | 5                                          | 6                                          | 7                                          | 8                                          | 9                                          |                                            |
| ------------------------------------------ | ------------------------------------------ | ------------------------------------------ | ------------------------------------------ | ------------------------------------------ | ------------------------------------------ | ------------------------------------------ | ------------------------------------------ | ------------------------------------------ | ------------------------------------------ | ------------------------------------------ |
| Positie:                                   | 25                                         | 17                                         | 11                                         | 9                                          | 8                                          | 6                                          | 8                                          | 15                                         | 29                                         | uit                                        |

### NederlandseSingle Top 100
| Hitnotering: 26-10-1974 t/m 20-12-1974 | Hitnotering: 26-10-1974 t/m 20-12-1974 | Hitnotering: 26-10-1974 t/m 20-12-1974 | Hitnotering: 26-10-1974 t/m 20-12-1974 | Hitnotering: 26-10-1974 t/m 20-12-1974 | Hitnotering: 26-10-1974 t/m 20-12-1974 | Hitnotering: 26-10-1974 t/m 20-12-1974 | Hitnotering: 26-10-1974 t/m 20-12-1974 | Hitnotering: 26-10-1974 t/m 20-12-1974 | Hitnotering: 26-10-1974 t/m 20-12-1974 |
| Week:                                  | 1                                      | 2                                      | 3                                      | 4                                      | 5                                      | 6                                      | 7                                      | 8                                      |                                        |
| -------------------------------------- | -------------------------------------- | -------------------------------------- | -------------------------------------- | -------------------------------------- | -------------------------------------- | -------------------------------------- | -------------------------------------- | -------------------------------------- | -------------------------------------- |
| Positie:                               | 27                                     | 19                                     | 9                                      | 19                                     | 20                                     | 23                                     | 23                                     | 25                                     | uit                                    |

### BelgischeBRT Top 30
| Hitnotering: 23-11-1974 t/m 31-01-1975 | Hitnotering: 23-11-1974 t/m 31-01-1975 | Hitnotering: 23-11-1974 t/m 31-01-1975 | Hitnotering: 23-11-1974 t/m 31-01-1975 | Hitnotering: 23-11-1974 t/m 31-01-1975 | Hitnotering: 23-11-1974 t/m 31-01-1975 | Hitnotering: 23-11-1974 t/m 31-01-1975 | Hitnotering: 23-11-1974 t/m 31-01-1975 | Hitnotering: 23-11-1974 t/m 31-01-1975 | Hitnotering: 23-11-1974 t/m 31-01-1975 | Hitnotering: 23-11-1974 t/m 31-01-1975 | Hitnotering: 23-11-1974 t/m 31-01-1975 |
| Week:                                  | 1                                      | 2                                      | 3                                      | 4                                      | 5                                      | 6                                      | 7                                      | 8                                      | 9                                      | 10                                     |                                        |
| -------------------------------------- | -------------------------------------- | -------------------------------------- | -------------------------------------- | -------------------------------------- | -------------------------------------- | -------------------------------------- | -------------------------------------- | -------------------------------------- | -------------------------------------- | -------------------------------------- | -------------------------------------- |
| Positie:                               | 29                                     | 12                                     | 8                                      | 12                                     | 4                                      | 19                                     | 17                                     | 20                                     | 26                                     | 18                                     | uit                                    |

### Zwitserland Top10
In Zwitserland steeg het nummer snel naar nummer 2
| Hitnotering: 17-01-1975 t/m 01-05-1975 | Hitnotering: 17-01-1975 t/m 01-05-1975 | Hitnotering: 17-01-1975 t/m 01-05-1975 | Hitnotering: 17-01-1975 t/m 01-05-1975 | Hitnotering: 17-01-1975 t/m 01-05-1975 | Hitnotering: 17-01-1975 t/m 01-05-1975 | Hitnotering: 17-01-1975 t/m 01-05-1975 | Hitnotering: 17-01-1975 t/m 01-05-1975 | Hitnotering: 17-01-1975 t/m 01-05-1975 | Hitnotering: 17-01-1975 t/m 01-05-1975 | Hitnotering: 17-01-1975 t/m 01-05-1975 | Hitnotering: 17-01-1975 t/m 01-05-1975 | Hitnotering: 17-01-1975 t/m 01-05-1975 | Hitnotering: 17-01-1975 t/m 01-05-1975 | Hitnotering: 17-01-1975 t/m 01-05-1975 |
| Week:                                  | 1                                      | 2                                      | 3                                      | 4                                      | 5                                      | 6                                      | 7                                      | 8                                      | 9                                      | 10                                     | 11                                     | 12                                     | 13                                     |                                        |
| -------------------------------------- | -------------------------------------- | -------------------------------------- | -------------------------------------- | -------------------------------------- | -------------------------------------- | -------------------------------------- | -------------------------------------- | -------------------------------------- | -------------------------------------- | -------------------------------------- | -------------------------------------- | -------------------------------------- | -------------------------------------- | -------------------------------------- |
| Positie:                               | 9                                      | 6                                      | 5                                      | 2                                      | 2                                      | 2                                      | 2                                      | 1                                      | 3                                      | 4                                      | 4                                      | 7                                      | 9                                      | uit                                    |

### NPO Radio 2 Top 2000
| Nummer met noteringen in de NPO Radio 2 Top 2000 | '00  | '01 | '02  | '03 | '04  | '05  | '06 | '07 | '08  |
| ------------------------------------------------ | ---- | --- | ---- | --- | ---- | ---- | --- | --- | ---- |
| Longfellow serenade                              | 1031 | 872 | 1537 | -   | 1575 | 1793 | 769 | -   | 1656 |

1. ↑  Een '-' betekent dat het nummer niet was genoteerd en een vetgedrukt getal geeft de hoogste notering aan.
2. ↑  2000 was het eerste jaar met een notering voor dit nummer.
3. ↑  Deze tabel is bijgewerkt tot en met de laatste editie (2024).